# حديقة فراكا التذكارية
حديقة فراكا التذكارية (البوسنية، الكرواتية والصربية: Spomen بارك Vraca / Спомен-парк Враца) هي حديقة مخصصة لضحايا الحرب العالمية الثانية في سراييفو. وتغطي حوالي78،000 متر مربع وتذكر أسماء أكثر من 11 ألف من الرجال والنساء والأطفال الذين قتلوا خلال الحرب العالمية الثانية.